# Hyperion (maison d'édition)
Pour les articles homonymes, voir Hyperion.
Hachette Books (anciennement Hyperion Books) est une maison d'édition fondée en 1991 en collaboration entre Capital Cities Communications et la Walt Disney Company. C'est aujourd'hui une filiale de Perseus Books Group, elle-même filiale d'Hachette Book Group USA.
Le catalogue adulte appartient à Hachette Book Group depuis juin 2013. Elle est basée à New York et édite des romans de fictions ou aussi d'autres plus généralistes.
Elle distribue aussi les livres de :
- Disney Editions : édition de livres commémoratifs sur l'animation et les parcs à thèmes sauf ceux pour la jeunesse
- Miramax Books : sur les films
- ESPN : historique et biographie sur le sport
- ABC Daytime Press
- Hyperion East
- les Hyperion Audiobooks pour les malvoyants et les enfants

## Historique
En 1991, Disney crée sa propre maison d'édition regroupant Hyperion, Disney Press et Mouse Works. Le nom Hyperion provient de l'ancien site des studios Disney sur Hyperion Avenue et son logo utilise la rose, une fleur appréciée de Walt Disney.
Depuis 1998, elle est parfois appelée Buena Vista Books, principalement lors d'affaires juridiques impliquant l'éditeur.
Le 10 mai 1999, Disney réorganise sa division publication, le Buena Vista Publishing Group devient le Disney Publishing Worldwide et est rattaché à la division Disney Consumer Products tandis que Hyperion devient une filiale de ABC, toutefois la société reste supervisée par Disney Publishing Worldwide.
Le 28 septembre 2007, Hyperion a déménagé ses bureaux du siège d'ABC (au 77 West 66th Street) afin d'investir deux étages du 114 Cinquième Avenue, siège de Disney Publishing Worldwide alors en cours de déménagement partiel pour White Plains.
Le 7 mars 2013, Hyperion annonce se recentrer sur les livres liés aux productions télévisuelles. Le 28 juin 2013, Disney revend le catalogue de titres adultes et hors fiction de Hyperion à Hachette Book Group et reprend les franchises et publications internes. En mars 2014, Hachette Book Group crée la division Hachette Books qui remplace Hyperion et nomme à sa tête Mauro DiPreta.